# Уральская сталь (турнир)
«Уральская сталь» — ежегодный международный киберспортивный турнир по игре в World of Tanks, проводимый компанией Wargaming.net при поддержке Уралвагонзавода.

## История
Впервые турнир состоялся в 2011 году, и с тех пор проходит ежегодно, собирая сильнейшие «танковые» команды из стран СНГ, Западной Европы и Азии. На участие в дебютном турнире были поданы заявки более 40 000 человек. В последующие годы эта цифра увеличивалась, что свидетельствует о положительной динамике интереса игрового сообщества к турниру.
Как правило, турнир проходит в Москве, и лишь один раз место проведения турнира было изменено: в 2013 году он состоялся на родине советского и российского танкостроения — в Нижнем Тагиле.
Специалисты называют турнир «Уральская сталь» своеобразным чемпионатом мира по игре World of Tanks, отмечая широкий масштаб турнира и высокий уровень участников. Помимо основной, соревновательной, части, турнир включает культурно-образовательную программу с посещением Центрального музея бронетанкового вооружения и техники в Кубинке.